# Skrotnisse och hans vänner
Skrotnisse och hans vänner (ibland kallad Sagan om Skrotnisse och hans vänner) är en TV-serie som spelades in 1978 till 1983 och hade TV-premiär 1985. Serien är skapad av Lars-Åke Kylén (22 maj 1939 - 22 januari 2024) och Jan Lööf i Väne-Åsaka och är löst baserad på bilderboken Skrot-Nisse. Figurerna i serien bestod av dockor designade efter Jan Lööfs teckningar. Handlingen börjar på en skrotgård i en stad och slutar ute i rymden.

## Handling
Skrothandlaren Nisse och hans son Kalle driver en skrotgård, i en liten namnlös stad, löst baserad på Trollhättan. Nisses barndomsvän, universalgeniet Bertil Enstöring, en inbiten eremit, är i färd med att skriva en bok om alla sina uppfinningar och tekniska underverk. Den elake stadsingenjören Ture Björkman bestämmer sig för att med alla medel lägga beslag på Bertils bok.
Serien kretsar kring hur Nisse och Kalle hjälper Bertil att undvika Ture. Det första försöket gick ut på att flytta Bertils fyrtorn, vars ö egentligen är ett maskinrum med en propeller underst för att kunna flyga. Då motorn tyvärr är alltför skadad tvingas Bertil kraschlanda på Skrotgården. 
Bertil inser till slut att det inte går att bo i staden längre och fraktas i en låda till Saharaöknen för att undkomma Björkman och alla andra människor. Björkman tar dock upp kampen och i öknen utspelas de mest egendomliga scenerna, då vetenskapen ifrågasätts av en skicklig trollkarl.

## Rollfigurer (i urval)
- Nils "Skrotnisse" Järnberg (Runo Sundberg) – skrotgårdens ägare och seriens huvudfigur
- Karl "Kalle" Järnberg (Robert Gustafsson) – Skrotnisses son
- Bertil Enstöring (Sven Lindberg) – Skrotnisses bäste vän, universalgeni med doktorsgrad inom teknik och medicin, och inbiten eremit
- Ture Björkman (Helge Skoog) – stadsingenjör och seriens skurk
- Efraim av Alexandria (Björn Granath) – mäktig trollkarl som bor i Saharaöknen
- Svea Björkman (Laila Westersund) – Ture Björkmans mamma
- Marietta (Laila Westersund) – gift med trollkarlen Efraim
- Berättarröst (Christer Boustedt)

## Skrotnisses återkomst
Tjugofem år efter Skrotnisses TV-debut återvände figurerna från TV-serien i bokform då Jan Lööf lät sin populäre barnboksfigur Pelle möta Nisse, Kalle, Bertil och Ture i barnboken Pelle på planetfärd, utgiven 2010. År 2011 visades några av dockorna från TV-serien för första gången för allmänheten, i samband med konstutställningen "Jan Lööf, bildmakaren" på Göteborgs konstmuseum.

## Utmärkelser
- Guldantennen (1986)[6]